# Вердак, Шимон
Шимон Вердак (пол. Szymon Wierdak; 26 октября 1883 — 18 сентября 1949) — польский дендролог и ботаник.

## Биография
Родился в Кобылянцах, в Кроснянском воеводстве в Польше.
После окончания в 1903 г. гимназии, учился в Ягеллонском университете в Кракове. К 1914 г. учительствовал в гимназии г. Борщев (ныне Тернопольская область), затем работал под руководством известного польского ботаника и пионера охраны природы Марияна Рациборского. В 1916 г. переезжает во Львов. С 1919 г. по 1946 г. работает на лесном факультете Львовского политехнического института. В 1921 г. становится профессором.
С 1929 г. по 1939 г. возглавлял Львовский краевой комитет охраны природы, который распространял свою деятельность на Львовскую, Тернопольскую, Ивано-Франковскую, Волынскую и Ровенскую области. Благодаря Ш. Вердаку в конце 30-х годов был создан Черногорский национальный парк, организовано около 30 заказников, налажена охрана сотен старых деревьев. При его участии создавались резерваты в Поникве, «Седая вода» и др. Немало внимания уделял ученый пропаганде природоохраны. Был членом Польского Госсовета по охране природы. Принимал участие в краеведческом съезде (май, 1931 р.) в Станислав, где обсуждались проблемы природоохраны, поднял вопрос о создании Черногорского национального парка.
В журнале «Сильван», редактируемом Вердаком, появлялись статьи по охране лесных богатств и памятников природы Галиции. Много статей по этой теме он публиковал также в польской «Охране природы» и местной прессе. Под руководством Ш. Вердака во Львове и других городах Галичины, Подолья и Волыни неоднократно организовывались выставки, недели по охране природы, просмотры кинофильмов, Дни Леса, торжественное открытие резерватов. С 1940 г. до начала 1941 г. Ш. Вердак принял активное участие в заповедника советской властью бывших польских резерватов.
В 1946 г. ученый оставил Львов, переехав в Польшу, в Краков, где работал на кафедре ботаники Ягеллонского университета.
Умер 18 сентября 1949 в Кракове.

## Публикации
- Wierdak S. O rzadkich roślinach z Opola // Kosmos. — 1923. — Т. 48, № 2-3.
- Wierdak S. Wykaz drzew godnych ochrony // 1 Rocznik Pol. Tow. Dendrol. — Lwow, 1926.
- Wierdak S. Ochrona Przyrody // Sylwan. — 1927. — № 1.
- Wierdak S. O kresowych stanowiskach naszych drzew // Sylwan. — 1927. — № 2.
- Wierdak S. Limba w Karpatach wschodnych // Silwan. — 1927.
- Wierdak S. 1930. Uwagi do ochrony przyrody w Południowych Miodoborach // Ochrona przyrody. — 1930. — № 10. — S. 73-76.
- Wierdak S. О drzewach zasługujących na ochronę // IV Rocznik Pol. Tow. Dendrol. — 1931.
- Wierdak S. O ochronę skał gipsowych i otaczającej je halawy w Międzyhorcach // Ochrona przyrody. — 1932. — № 12.
- Wierdak S. Ochrona przyrody w Karpatach wschodnich ze szczególnem uwzględnieniem Parku Narodowego na Czarnohorze // Ankieta w sprawie Karpat wschodnich. — Warszawa, 1932. — S. 30-35.
- Wierdak S. O rezerwacie skalnoleśnym w Ponikwie u źródeł Styru // Ochrona przyrody. — 1933. — № 13.
- Wierdak S. Ochrona przyrody na terenie ośrodka Lwowskiego // Kurier Lwowskij. — 1935. — № 89, 96, 103.
- Wierdak S. O ochronę Erythronium dens-canis w Ciemierzyncach // Ochrona Przyrody. — 1935. — № 15. — S. 81-86.
- Wierdak S. Nieco о osobliwościach przyrody Ziemi Jaworowskiej // Ochrona Przyrody. — 1935. — № 15.
- Wierdak S. О ochronę wiśni krzewiastej na Winnej Górze w Przemyśla // Ochrona przyrody. — 1936. — № 16.
- Wierdak S. Rozwój ochrony przyrody i jej ramy organizacyjne w Polsce // Przegląd krajoznawczy. — 1937. — № 1.
- Wierdak S. Jeziorko «Siwa Woda» w Wyzyskach pod Szkłem jako osobliwość przyrodnicza // Przegląd krajoznawczy. 1937. — № 2. — S. 45-46.
- Wierdak S. Chrońmy przyrodę ojczystą. — 1949. — № 11/12. — S. 29-30.